# Hyphessobrycon herbertaxelrodi
Cá neon đen (Danh pháp khoa học: Hyphessobrycon herbertaxelrodi) là một loài cá trong họ Characidae và phân bố tại Nam Mỹ. Chúng thường được nuôi để làm cảnh. Chúng là loại cá đẹp trong bể thủy sinh, tương đối dễ nuôi và thường được nuôi trong bể thủy sinh kết hợp với các dòng cá khác.

## Đặc điểm
Chiều dài cá từ 2 – 3 cm, chúng sống trong nhiệt độ nước từ 23 – 28oC, Độ cứng nước từ 2 – 15(dH), Độ pH:5,5 – 7,5. Cá sống ở tầng nước giữa. Cá ăn tạp từ mùn bã thực vật đến giáp xác, côn trùng, trùng chỉ, bo bo, thức ăn viên cỡ nhỏ.

## Sinh sản
Chúng khá khó sinh sản, đòi hỏi yếu tố môi trường (pH nước 5,5 – 6,5; dH 1 – 5, ánh sáng yếu; nhiệt độ 23 – 26 độ C), hệ thống lọc nước. Cá đẻ theo nhóm hay từng cặp, đẻ trứng phân tán, trứng có tính dính, chọn giá thể là cây thủy sinh. Cần tách trứng ra sớm để tránh cá bố mẹ ăn trứng.